# Лотман, Лидия Михайловна
Ли́дия Миха́йловна Ло́тман (7 ноября 1917, Петроград — 31 января 2011, Санкт-Петербург) — советский и российский литературовед, исследователь русской литературы XIX века. Доктор филологических наук. Старшая сестра Юрия Михайловича Лотмана.

## Биография
Училась в известной немецкой школе № 28 ФЗД (б. Петришуле) в одном классе c Вячеславом Васильковским, Лазарем Казиницким и Валерией Троицкой. Окончила школу в 1934 году и том же году поступила на филологический факультет ЛГУ, который окончила в 1939 году. Училась в одной группе с Г. П. Макогоненко.
Во время Великой Отечественной войны Лидия Лотман, живя в Ленинграде, работала в госпитале, участвовала в эвакуации детей по Дороге жизни. Затем была воспитателем в детском доме.
В 1946 году защитила кандидатскую диссертацию по теме «А. Н. Островский и натуральная школа 1840-х годов», в 1972 году — докторскую диссертацию по теме «Русская художественная проза 1860-х гг.».
Большую часть своей жизни Лидия Лотман проработала в Пушкинском Доме, где в течение многих лет была одним из ведущих сотрудников.
Лидия Лотман — автор нескольких сотен научных статей и множества книг, в том числе монографии «А. Н. Островский и русская драматургия его времени» и книги «Реализм русской литературы 60-х годов XIX века». Участвовала в подготовке к публикации множества книг и многотомников, в том числе собраний сочинений Достоевского, Лермонтова, Тургенева и других русских классиков.
Муж — литературовед Эрик Найдич (1919—2014).

## Книги
- А. Н. Островский и русская драматургия его времени. — Л.: Изд-во АН СССР, 1961.
- Реализм русской литературы 60-х годов XIX века. (Истоки и эстетическое своеобразие). — Л.: Наука, 1974.
- Afanasy Fet. Translated from the Russian by Margaret Wettlin. Boston: Twayne Publishers, 1976.
- Воспоминания. — СПб.: Нестор-История, 2007. — ISBN 978-598187-228-0